# 14e régiment d'infanterie « comte Schwerin » (3e régiment d'infanterie poméranien)
Pour les articles homonymes, voir 14e régiment.
Le 14e régiment d'infanterie « comte Schwerin » (3e régiment d'infanterie poméranien) est une unité d'infanterie de l'armée prussienne.

## Histoire
L'unité est créée le 1er juillet 1813 (jour de la fondation) par AKO en tant que 2e régiment d'infanterie de réserve. Les soldats proviennent du 3e bataillon de mousquetaires et les 1er et 4e bataillons de réserve du 2e régiment d'infanterie et forment les 1er, 2e et 3e bataillons (à partir de 1815 bataillon de fusiliers).
Le 25 mars 1815, il reçoit le nom de « 14e régiment d'infanterie » et de novembre 1816 à mars 1823, il porte le suffixe "(3e régiment d'infanterie poméranien)". En 1859, il doit céder un grand nombre d'effectifs au 54e régiment d'infanterie. Au cours de l'expansion de l'armée, l'unité est rebaptisée le 4 juillet 1860 « 14e régiment d'infanterie (3e régiment d'infanterie poméranien) ». Après la guerre austro-prussienne, les 10e, 14e et 15e compagnies sont remises au 75e régiment d'infanterie (de) le 27 septembre 1866. Le 1er avril 1881, la 4e compagnie est transférée au 129e régiment d'infanterie (de). Les hommes manquants sont remplacées immédiatement. Le 27 janvier 1889, l'empereur Guillaume II nomme le régiment en l'honneur du maréchal Curt Christophe de Schwerin et le renomme 14e régiment d'infanterie « comte Schwerin » (3e régiment d'infanterie poméranien)
Le 1er avril 1887, le 4e bataillon est formé à partir de la 5e compagnie du 54e régiment d'infanterie, de la 3e compagnie du 9e régiment de grenadiers, de la 7e compagnie du 34e régiment de fusiliers et de la 11e compagnie du 2e régiment de grenadiers. Dans le 4e bataillon, ils forment les 13e au 16e compagnies. Le 1er avril 1890, le 4e bataillon est transféré au 141e régiment d'infanterie. Le 2 octobre 1893, le 4e (demi-) bataillon est rétabli. Le 1er avril 1897, le 4e bataillon est transféré au 175e régiment d'infanterie.

### Guerres napoléoniennes
1813
Après sa création, les trois bataillons prennent part au siège de Stettin. Le dernier bataillon de fusiliers combat avec la brigade Borstell dans la bataille de Hoyerswerda. Par la suite, le régiment rejoint la 5e division du 3e corps d'armée et combat dans la bataille de Gross Beeren et les batailles de Schmielkendorf, Thießen et Woltersdorf. Il participe également à la bataille de Dennewitz (pertes: quatre officiers et 275 hommes), au siège de Wittemberg et à la bataille de Leipzig. Le major von Mirbach avec le 3e bataillon prend part à l'assaut de la porte de Grimma, et le 4e peloton de la 10e compagnie est parmi les premiers prussiens à Leipzig (pertes : huit officiers et 346 hommes). Puis il est présent à la traversée du Rhin et participe à l'assaut de Neuss (capture de l'aigle du 150e régiment d'infanterie de ligne) et à l'encerclement de Wesel.
1814
Cette année-là, l'unité fait partie de la 5e brigade du 3e corps d'armée et prend part à la bataille de Hoogstraaten, à l'assaut de Lier et aux batailles d'Audenarde et de Soissons.
1815
Il fait désormais partie de la 7e brigade du 2e corps d'armée. En tant que tel, il combat à Ligny et Wavre ainsi que la prise de Namur. Il prend part aux sièges de Maubeuge, Landrecy, Rocroy et Givet.
Pertes de 1813 à 1815: 54 officiers et 1 400 hommes, dont 5 officiers et 230 hommes en 1815

### Grand-duché de Posen
Pendant les émeutes de 1848, il est en action à Tremessen.

### Guerre austro-prussienne
En 1866, il fait partie de la 3e division d'infanterie du 2e corps d'armée. Au départ, il participe à des actions de nuit à Podkost, Gitschin et Sadowa. (Pertes: deux officiers, 106 hommes)

### Guerre franco-prussienne
Faisant à nouveau partie de la 3e division d'infanterie du 2e corps d'armée, le régiment combat à Saint-Privat, Champigny, Les Planches et aux sièges de Metz et Paris.

### Après-guerre
Après la fin de la guerre, le régiment est démobilisé à Bromberg à partir du 14 décembre 1918. À partir de certaines de ses parties, le 14e régiment d'infanterie volontaire est formé en janvier 1919 avec deux bataillons, deux compagnies de MG et une compagnie de MW. Le 1er bataillon forme le 12e bataillon de garde-frontières du 2e corps d'armée.
Avec la formation de la Reichswehr provisoire, le 2e bataillon est absorbé par le 4e régiment de fusiliers de la Reichswehr.
La tradition est reprise dans la Reichswehr par décret du 24 août 1921 du chef du commandement de l'armée général de l'infanterie Hans von Seeckt par les 9e et 10e compagnies du 4e régiment d'infanterie (prussien) stationnés à Deutsch Krone .

## Villes de garnison
Jusqu'en 1817, le régiment est en campagne ou en France avec l'armée d'occupation.
- 1818–1819 Glogau, Schweidnitz et Glatz
- 1819–1820 Torgau, Wittemberg, Weißenfels
- 1820–1833 Stargard, Königsberg in der Neumark, Soldin
- 1833–1846 Stargard, Bromberg, Soldin
- 1846–1847 Stargard, Königsberg in der Neumark, Soldin
- 1847–1849 Bromberg, Graudenz, Konitz (changements multiples)
- 1849–1850 Bromberg, Schneidemühl, Gnesen
- 1852-1856 Thorn, Bromberg
- 1856–1863 Bromberg (également Graudenz jusqu'en 1860)
- 1863–1871 Stettin
- 1871–1884 Stralsund, Swinemünde
- 1884–1886 Stralsund, Greifswald
- 1886–1903 Graudenz
- 1887–1890 Graudenz, Strasbourg-en-Prusse-Occidentale
- 1890–1903 Graudenz
- 1903-1919 Bromberg

## Chefs de régiment
Le roi Guillaume Ier nomme le premier chef du régiment le 20 septembre 1860, le général d'infanterie Philipp von Wussow (de). Après sa mort, cette position est restée vacante jusqu'à la nomination du général d'infanterie Julius von Verdy du Vernois. Avec le décès de ce dernier le 30 septembre 1910, le poste n'est plus pourvu.

## Commandants
| Dienstgrad            | Name                               | Datum                                                       |
| --------------------- | ---------------------------------- | ----------------------------------------------------------- |
| Major/Oberstleutnant  | Julius von Knobloch                | 1er juillet 1813 au 31 janvier 1814                         |
| Major/Oberstleutnant  | Otto von Mirbach                   | 1er février 1814 au 4 octobre 1818                          |
| Oberstleutnant/Oberst | Levin Hermann Otto von Düring (de) | 5 octobre 1818 au 29 mars 1831                              |
| Oberstleutnant        | Alexander von Kaweczinski (de)     | 30 mars 1831 au 17 février 1832 (chargé de la direction)    |
| Oberstleutnant/Oberst | Alexander von Kaweczinski          | 18 février 1832 au 29 mars 1840                             |
| Oberstleutnant        | Ferdinand von Winning (de)         | 31 mars au 9 septembre 1840 (chargé de la direction)        |
| Oberstleutnant/Oberst | Ferdinand von Winning              | 10 septembre 1840 au 30 mars 1846                           |
| Oberst                | Karl von Herrmann                  | 31 mars 1846 au 17 novembre 1848                            |
| Oberstleutnant/Oberst | Wilhelm Theodor Bahr (de)          | 18 novembre 1848 au 16 mars 1853                            |
| Oberstleutnant/Oberst | Julius von Lübtow (de)             | 17 mars 1853 au 18 septembre 1857                           |
| Oberstleutnant/Oberst | Emil von Bornstedt (de)            | 29 octobre 1857 au 21 juin 1861                             |
| Oberstleutnant/Oberst | Theodor Rudolf August Wittich (de) | 22 juin 1861 au 2 avril 1866                                |
| Oberstleutnant/Oberst | Alexander von Stahr (de)           | 3 avril 1866 au 13 juin 1867                                |
| Oberst                | August von Borries                 | 20 juillet 1867 au 13 juillet 1870                          |
| Oberstleutnant/Oberst | Wilhelm von Voß (de)               | 14 juillet 1870 au 14 août 1871                             |
| Major                 | Friedrich von Schorlemer           | 22 août 1870 au 14 août 1871                                |
| Oberst                | Curt von Haeseler (de)             | 22 août 1871 au 15 octobre 1873                             |
| Oberst                | Rudolf von Kroseck (de)            | 16 octobre 1873 au 13 février 1874 (chargé de la direction) |
| Oberst                | Rudolf von Kroseck                 | 14 février 1874 au 2 février 1880                           |
| Oberstleutnant/Oberst | Konstantin von Schachtmeyer (de)   | 3 février 1880 au 12 avril 1885                             |
| Oberst                | Ottomar Koßmann                    | 14 avril 1885 au 7 mars 1887                                |
| Oberst                | Wilhelm Müller (de)                | 8 mars 1887 au 18 novembre 1889                             |
| Oberstleutnant/Oberst | Georg von Heineccius (de)          | 19 novembre 1889 au 13 février 1893                         |
| Oberst                | Friedrich Aldenkortt (de)          | 14 février 1893 au 13 mai 1894                              |
| Oberst                | Heinrich Diesing                   | 14 mai 1894 au 3 avril 1896                                 |
| Oberst                | Moritz von Ludwiger                | 4 avril 1896 au 13 août 1897                                |
| Oberst                | Wilhelm Mootz                      | 14 août 1897 au 15 mai 1901                                 |
| Oberst                | Wilhelm von und zu Bodmann         | 16 mai 1901 au 15 mars 1905                                 |
| Oberst                | Georg von Winterfeld               | 16 mars 1905 au 9 avril 1906                                |
| Oberst                | Otto von Gagern (de)               | 10 avril 1906 au 21 mars 1910                               |
| Oberst                | Swantus von Bonin                  | 22 mars 1910 au 20 février 1911                             |
| Oberst                | August von Hahn                    | 21 février 1911 au 18 novembre 1912                         |
| Oberst                | Theodor von Dücker                 | 19 novembre 1912 au 29 mai 1914                             |
| Oberst                | Hans Paris                         | 30 mai 1914 au 11 décembre 1915                             |
| Major/Oberstleutnant  | Erich Böhme (de)                   | 9 janvier 1916 au 11 septembre 1917                         |
| Oberstleutnant/Oberst | Waldemar Nolda                     | 14 septembre 1917 au 16 juin 1918                           |
| Oberst                | Hans von Winterfeldt               | 17. au 21 juin 1918                                         |
| Oberstleutnant        | Gustav von Wißmann                 | 22 juin 1918 au 19 janvier 1919                             |
| Oberst                | Ernst Thümmel                      | 20 janvier au mai 1919                                      |